# Sucha (województwo pomorskie)
Sucha (kaszub. Sëchô) – wieś kaszubska w Polsce, położona w województwie pomorskim, w powiecie kartuskim, w gminie Sulęczyno. 
Wieś stanowi sołectwo Sucha w którego skład wchodzi również miejscowość Kołodzieje i Nowe Pole. 
W latach 1975–1998 miejscowość położona była w województwie gdańskim.